# Oro (pjesma)
"Oro" (srpski Оро) je pjesma koja je predstavljala Srbiju na Eurosongu 2008. u Beogradu. Pjesma je na Beoviziji 2008. osvijila maksimalan broj bodova (24) dobivši 12 bodova i od publike i od žirija. Pjesmu izvodi Jelena Tomašević. Glazbu za pjesmu je napisao Željko Joksimović, a tekst Dejan Ivanović.
Pjesma Oro sadrži etnološke motive srpskih običaja. Stih „Na Vidovdan probudi me da ga opet pogledam“, ima etnološko značenje. On ukazuje na običaj po kojem su neudate djevojke na vidovdansko jutro gledale u nebo, ne bi li vidjele odraz budućeg supruga, no podsjeća i na bitku na Kosovu polju iz 1389. koja se vodila baš na Vidovdan. Neki su to shvatili kao političku provokaciju, no to je kasnije negirano i utvrđeno je da se tekstovi pjesme odnose na gore spomenuti običaj.